# Terry Brown
Terry Brown (Toronto, 26 luglio 1936) è un produttore discografico canadese, noto soprattutto per aver prodotto i canadesi Rush, gli FM e gli anglo-canadesi Cutting Crew.

## Biografia
Attivo sin dai primi anni sessanta, chiamato affettuosamente dalla band Rush "Broon" nelle note di copertina dei loro album. Questo soprannome appare nel titolo del pezzo strumentale "Broon's Bane" dal loro album live Exit... Palco a sinistra. In questo stesso disco, Geddy Lee introduce scherzosamente la canzone "Jacob's Ladder" come se fosse stata scritta da "T. C. Broonsie", un altro riferimento a Brown e un gioco di parole sul nome di Big Bill Broonzy. Appare anche come voce non accreditata dell'ipnotizzatore nell'album Metropolis Pt. 2: Scenes from a Memory dei Dream Theater.
Brown ha anche prodotto   per molti altri artisti, tra cui Silent Running, Sonny & Cher, Traffic,  Procol Harum, The Troggs, Marianne Faithfull, Spencer Davis Group, Max Webster, Klaatu, Fates Warning, Lizzy Borden, Voivod, April Wine, Alannah Myles, Dream Theater, Styx, Rough Trade, FM.

## Album prodotti
- 1963 - Down in the Village - Tubby Eyes
- 1965 - The Ballad of John Axon - Ewan McColl
- 1968 - Shine on Brightly - Procol Harum
- 1968 - Traffic - Traffic
- 1969 - Barrelhouse and Blues - Sammy Price
- 1969 - Goodmorning Starshine - Strawberry Alarm Clock
- 1971 - Mosaics - Graham Collier
- 1972 - Individually and Collectively - Steeley Span
- 1973 - Electric Jewels - April Wine
- 1975 - Fly by Night - Rush
- 1975 - Caress of Steel - Rush
- 1976 - 3:47 EST - Klaatu
- 1976 - Max Webster - Max Webster
- 1977 - High Class in Borrowed Shoes - Max Webster
- 1977 - Hope - Klaatu
- 1978 - Sir Army Suit - Klaatu
- 1976 - 2112 - Rush
- 1977 - A Farewell to Kings - Rush
- 1978 - Hemispheres - Rush
- 1978 - The Joke's On Me - Domenic Troiano
- 1979 - Live at Magnetic Air - Max Webster
- 1984 - Oh Tempora Oh Mores - Rough Trade
- 1986 - Broadcast - Cutting Crew
- 1987 - Walk on Fire - Silent Running
- 1989 - Are you Sitting Confortably? - IQ
- 1989 - Master of Disguise - Lizzy Borden
- 1989 - Time Will Tell - Fifth Angel
- 1990 - Chronicles - Rush
- 1991 - Angel Rat - Voivod
- 1991 - M is for Millions - The Millions
- 1991 - Unforgettable with Love - Natalie Cole
- 1991 - Parallels - Fates Warning
- 1995 - Chasing Time - Fates Warning
- 1997 - A Pleasant Shade of Gray - Fates Warning
- 1998 - face Down in the Blues - Marshall Tucker Band
- 1999 - Still Life - Fates Warning
- 1999 - Metropolis Pt. 2: Scenes from a Memory - Dream Theater
- 2000 - Disconnected - Fates Warning
- 2002 - Tony Levin - Double Expresso
- 2002 - Poised - Soap Opera
- 2002 - Raising the Mammoth - Explorers Club
- 2006 - Grinning Souls - Cutting Crew
- 2007 - Black Velvet - Annah Myles
- 2011 - Regeneration - Styx
- 2019 - Umpentangled - John Rembourn
- 2020 - Back to Mine:Fatboy Slime - Fatboy Slim

## Curiosità
Terry Brown è la voce dell'ipnoterapista nell'album Metropolis Pt. 2: Scenes from a Memory del gruppo musicale progressive metal Dream Theater. Non compare nella versione DVD dell'album, Metropolis 2000: Scenes from New York, per via della richiesta di un pagamento troppo elevato. Tra i credits del DVD compare uno "Special NO Thanks to Terry Brown" che porta in luce tale screzio (fonte: lo stesso Mike Portnoy, batterista della band, rispondendo ad alcune FAQ in proposito sul suo forum).